# Бросар (Квебек)
Бросар (фр. Brossard) је град у Канади у покрајини Квебек. Према резултатима пописа 2011. у граду је живело 79.273 становника.

## Становништво
Према резултатима пописа становништва из 2011. у граду је живело 79.273 становника, што је за 11,4% више у односу на попис из 2006. када је регистровано 71.154 житеља.
| 2006.  | 2011.  |
| ------ | ------ |
| 71.154 | 79.273 |